# Roger Q. Mills

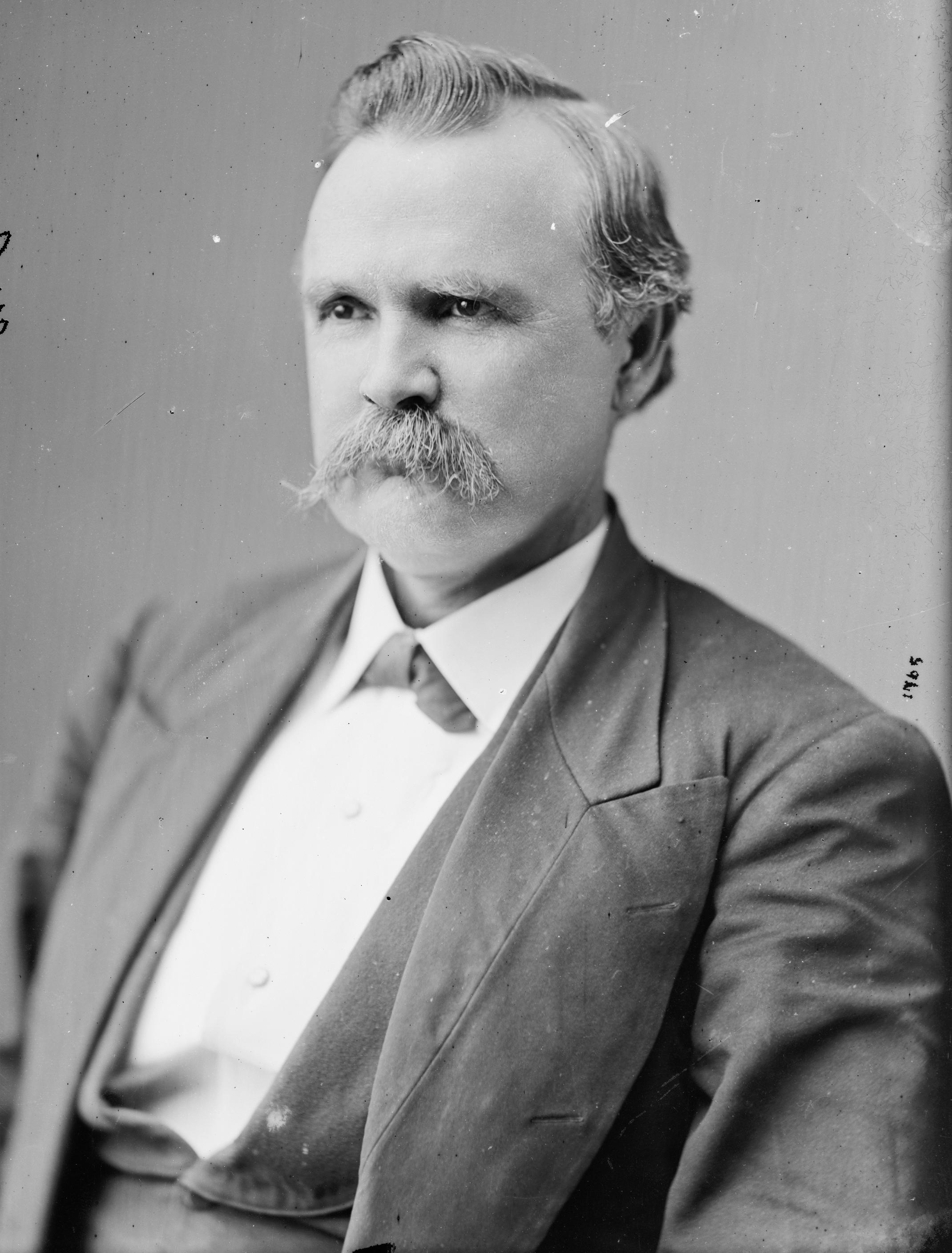
Roger Q. Mills

Roger Quarles Mills (* 30. März 1832 im Todd County, Kentucky; † 2. September 1911 in Corsicana, Texas) war ein US-amerikanischer Politiker (Demokratische Partei), der den Bundesstaat Texas in beiden Kammern des Kongresses vertrat.

## Jurist und Soldat
Nach dem Ende seiner Schulausbildung in Kentucky zog Roger Mills 1849 nach Texas, wo er die Rechtswissenschaften studierte, in die Anwaltskammer aufgenommen wurde und als Jurist zu praktizieren begann. Von 1859 bis 1860 saß er als Demokrat im Repräsentantenhaus von Texas. Nach Ausbruch des Bürgerkrieges trat er der Konföderiertenarmee bei, in der er zunächst als Private an der Schlacht am Wilson’s Creek teilnahm. Später wurde er zum Colonel befördert und kommandierte das 10. Infanterieregiment aus Texas in den Schlachten um Fort Hindman, am Chickamauga und um Chattanooga sowie während des Atlanta-Feldzuges.

## Politiker
Einige Jahre nach Kriegsende nahm er seine politische Tätigkeit wieder auf. Mills wurde für Texas ins Repräsentantenhaus der Vereinigten Staaten gewählt, wo er vom 4. März 1873 bis zu seinem Rücktritt am 28. März 1892 verblieb. Von 1887 bis 1889 war er Vorsitzender des Committee on Ways and Means, wobei er sich speziell um das Thema Zölle kümmerte. Unter seiner Führung entstand die Mills Bill, ein Gesetzentwurf, der die Abgaben auf viele Gebrauchsprodukte wie Zucker, Glas, Wolle oder Salz reduzieren oder komplett abschaffen sollte. Nachdem das Repräsentantenhaus das Gesetz ratifiziert hatte, wurde es vom republikanisch dominierten Senat um mehrere Zusätze ergänzt, die eine Zustimmung im Repräsentantenhaus unmöglich machten. 1891 bewarb Mills sich um das Amt des Sprechers des Repräsentantenhauses, unterlag aber in der Vorabstimmung der demokratischen Fraktion Charles Frederick Crisp aus Georgia, der dann auch der 37. Speaker wurde.
Nach dem Rücktritt von Senator John Henninger Reagan wurde Roger Mills zu dessen Nachfolger gewählt. Er gehörte dem Senat nach einer Wiederwahl vom 23. März 1892 bis zum 3. März 1899 an; um eine weitere Amtsperiode bewarb er sich nicht. Mills kehrte nach Texas zurück, wo er 1911 verstarb. Das Roger Mills County in Oklahoma ist nach ihm benannt.